# Metacatharsius politus
Metacatharsius politus là một loài bọ cánh cứng trong họ Bọ hung (Scarabaeidae).